# Ренье V (граф Эно)
Ренье V (фр. Régnier V de Mons; ум. 1039) — граф Эно в 1013—1039, сын Ренье IV и Гедвиги Французской.

## Биография
Его отец умер, когда Ренье V было не более пятнадцати лет. Герцог Нижней Лотарингии Готфрид I попытался захватить Эно. На помощь Ренье V пришел его дядя Ламберт I (граф Лувена). Их поддержал другой родственник — граф Намюра Роберт II. 12 сентября 1015 года между Ламбертом и Готфридом произошла битва при Флорене, в которой Ламберт, рядом с которым сражался Ренье V, был убит. Император Генрих II вмешался в конфликт, который закончился свадьбой Ренье с племянницей Готфрида. 
В 1018 году Ренье начал кампанию против графа Голландии Тьерри III, которая закончилась катастрофой: он попал в плен. 
В 1024 году Ренье V вступил в союз с герцогом Лотарингии Гозело I против нового императора Конрада II, но их восстание было подавлено.
Ренье V уделял много внимания церкви. В 1039 году он умер.

## Семья и дети
Жена с 1015 года: Матильда Верденская (ум. после 1039), племянница Готфрида I, герцога Нижней Лотарингии, дочь Германа, графа Вердена. От этого брака у Ренье V был один ребёнок:
- Герман (ум. 1051), граф Эно в 1039—1051 и маркграф Валансьена в 1049—1051